# بند فیض‌آباد
بند فیض آباد مربوط به دوره سلجوقیان است و در شهرستان زرقان، روستای فیض آباد واقع شده و این اثر در تاریخ ۱۰ دی ۱۳۸۱ با شمارهٔ ثبت ۶۷۷۸ به‌عنوان یکی از آثار ملی ایران به ثبت رسیده است.